# تپه رداده
تپه رداده مربوط به دوران پیش از تاریخ ایران باستان است و در شهرستان اهواز، روستای رداده واقع شده و این اثر در تاریخ ۲۵ اسفند ۱۳۷۹ با شمارهٔ ثبت ۳۱۱۲ به‌عنوان یکی از آثار ملی ایران به ثبت رسیده است.